# 錫斯科山
85°50′S 127°48′W / 85.833°S 127.800°W
錫斯科山（英語：Sisco Mesa），是南極洲的山峰，位於瑪麗伯德地，處於霍沃思山以北，屬於威斯康辛山脈的一部分，長3.7公里，海拔高度3,350米，美國地質調查局根據測量和該國海軍的空中照片繪入地圖，現時由南極條約體系管理。